# Katrina Ville
Katrina Ville es la nueva serie de la productora Twentieth Century Fox, creada por Jonathan Lisco. Este drama policial se estrenó en España el 2 de junio en el canal FOX Archivado el 25 de octubre de 2017 en Wayback Machine. y se emite cada lunes a las 21.30.  

## Trama
Katrina Ville está ambientada en la ciudad de Nueva Orleans tras el paso del devastador huracán Katrina y trata sobre los graves problemas sociales a los que se enfrenta la mítica capital del jazz después de la catástrofe.  
Jonathan Lisco, creador de la popular serie de televisión Policías de Nueva York, estuvo patrullando en numerosas ocasiones con los miembros del departamento de policía de Nueva Orleans para inspirarse y escribir la serie. De hecho el título proviene de una pintada en una calle de Nueva Orleans que renombraba a la ciudad como Katrina Ville. 
La serie se desarrolla dos años después del huracán Katrina y rinde homenaje a todos los que se han implicado en la reconstrucción de esta ciudad. La acción transcurre en los barrios más afectados, todavía sumidos en el caos. La serie promete acción a raudales y momentos de gran tensión. 
Para dirigir el primer episodio, Katrina Ville ha contado con un verdadero maestro de la televisión, Deran Sarafian, realizador, entre otras, de diversas temporadas y episodios de Perdidos, House, CSI, Buffy, Cazavampiros o Sin rastro. 

## Personajes
Los personajes principales son la pareja policíaca formada por Marlin Boutlet (Anthony Anderson) y Trevor Cobb (Cole Hauser). Ambos se enfrentan a la dura tarea de recomponer una ciudad destrozada por el huracán y sumida en el caos. A la grave situación se le suma además la falta de recursos de la policía para afrontar situaciones criminales. Esto hará que la pareja de policías utilice todo lo que está en su mano para evitar actos fuera de la ley. 
El agente Marlin Boutlet es un tipo con un fuerte carácter, especializado en la captura de los criminales más buscados, y su compañero Trevor Cobb es un antiguo soldado destinado en Afganistán que esconde un turbulento pasado. Ambos vivirán experiencias increíbles que les pondrán a prueba durante toda la temporada. 

## Actores
Anthony Anderson (Marlin Boutlet) es uno de los talentos de Hollywood más versátiles y deseados. Ha sido estrella invitada de muchas series como Policías de Nueva York, JAG y Ally McBeal. En cine ha aparecido en más de 20 películas, como la ganadora de un Óscar The Departed.
Cole Hauser (Trebor Cobb) es reconocido sobre todo por su trabajo en el cine. Su papel en La Flor del Mal junto a Robin Wright Penn le valió los aplausos de la crítica. Hauser también ha intervenido en A Todo Gas 2, Good Will Hunting y la película de culto Dazed and Confused.
Tawny Cypress (Ginger 'Love Tap' Lebeau) es conocida sobre todo por su papel de 'Simone Deveaux' en la serie Héroes. Cypress ha aparecido en películas como Otoño en Nueva York con Richard Gere y Winona Ryder. 
Blake Shields (Jeff 'Glue Boy' Gooden) ha aparecido en varias series populares como The Closer o CSI. 
John Carrol Lynch (Capitán James Embry) se ha labrado una carrera como actor versátil tanto en el teatro como en la gran pantalla. Se ganó el favor de la crítica actuando en Fargo y últimamente le hemos visto junto a Halle Berry y Benicio del Toro en Cosas que Perdimos en el Fuego. 
Todos estos personajes aportan una curiosa mezcla de humor y tenacidad, ideal para sobrevivir a los acontecimientos que les rodean.

## Episodios
La temporada única contó con 11 episodios. Fox emitió la serie los lunes a las 21.30 y la duración de cada episodio fue de 42 minutos aproximadamente. 
Los títulos originales de los episodios son:
| Episodio 1  | Pilot                   |
| Episodio 2  | Coob's Web              |
| Episodio 3  | Bedfellows              |
| Episodio 4  | No Good Deed            |
| Episodio 5  | Critical Mass           |
| Episodio 6  | AKA                     |
| Episodio 7  | Melissa                 |
| Episodio 8  | Flood, Wind and Fire    |
| Episodio 9  | Boutlet in a China Shop |
| Episodio 10 | Ride Along              |
| Episodio 11 | Game Night              |

## Imágenes de la serie
- Datos: Q5958651